# Th9 buňky
Th9 buňky (pomocné T lymfocyty typu 9) jsou subpopulací CD4+ T pomocných buněk produkující cytokiny IL-9, IL-10 a IL-21. Hrají roli v obraně proti helmintům, při alergických reakcích, autoimunitních onemocněních a při potlačení nádorů.

## Charakterizace
Th9 lymfocyty jsou charakterizovány na základě exprese CD4 a CCR6 na jejich buněčném povrchu. Lidské Th9 buňky navíc exprimují CD183 (CXCR3), CD193 (CCR3) a CD196. Zároveň se vyznačují robustní sekrecí IL-9, mimo něj produkují také IL-10 a IL-21. 

## Diferenciace
Diferenciace Th9 buněk může probíhat pod vlivem cytokinů a transkripčních faktorů z nezkušených CD4+ T lymfocytů, T regulačních buněk, Th17 lymfocytů nebo posunem z Th2 buněk.

### Cytokiny
Cytokinové prostředí hraje ve vývoji Th9 lymfocytů klíčovou roli. Cytokiny se podílí nejen na diferenciaci v Th9 buňky, ale také na jejich samotné sekreci již diferencovanými Th9 lymfocyty. K nejdůležitějším patří IL-4 a TGF-β.
IL-4 a TGF-β - pod vlivem těchto cytokinů dochází k diferenciaci nezkušených CD4+ T lymfocytů v Th9 buňky 
IL-1 - interleukiny rodiny IL-1 přispívají k rozvoji Th9 buněk aktivací NF-κB (nukleárního faktoru κB), který je důležitým aktivátorem genu IL9 
IL-2 - ovlivňuje diferenciaci v Th9 lymfocyty společně s jeho downstream transkripčním faktorem STAT5, je důležitý pro produkci IL-9 Th9 buňkami 
IL-25 - podporuje produkci IL-9 in vivo 

### Transkripční faktory
Kruciálními transkripčními faktory pro vývoj Th9 lymfocytů jsou STAT6, IRF4 (interferonový regulační faktor 4, též známý jako protein MUM1) a GATA3 (GATA binding protein 3). Transkripční faktory PU.1, BATF, NFTA1, STAT5, AP-1 a NF-κB ovlivňují produkci interleukinu 9 Th9 lymfocyty. 
STAT6 - je aktivován signalizací přes IL-4 receptor, po aktivaci fosforylovaný STAT6 zprostředkuje transkripci GATA3 a IRF4, tyto faktory jsou dále nezbytné pro polarizaci Th9 buněk 
IRF4 - spolupracuje s transkripčními faktory BATF a STAT6, váže se na promotor genu IL9, čímž aktivuje jeho transkripci 
GATA3 - potlačuje transkripční faktor FOXP3, který by jinak indukoval polarizaci k jiné subpopulaci pomocných T buněk 
STAT5 - signalizace STAT5 snižuje expresi Bcl6 v buňkách Th9, váže se na promotor genu IL9, čímž aktivuje jeho transkripci a indukuje tak vývoj Th9 buněk 
IL4 a STAT6, IL-2 a STAT5 - kombinace těchto cytokinů s danými faktory způsobuje polarizaci Th17 buněk na Th9 buňky 
TGF-β, PU.1 a Smad2/3/4 - kombinací těchto faktorů dojde k přesmyku z Th2 lymfocytů na Th9 lymfocyty 
GITR, NF-κB, p50, STAT6 - kombinace faktorů indukuje diferenciaci Th9 buněk z T-regulačních lymfocytů 

## Funkce
Hlavní funkcí Th9 buněk je obrana proti helmintickým infekcím. Ta je zprostředkována lokální nebo systémovou produkcí IL-9. Th9 lymfocyty zároveň aktivně přispívají k delší životnosti žírných buněk, bazofilů a eozinofilů, které se uplatňují v boji proti těmto parazitům.
V posledních letech se Th9 buňky dostaly do popředí také díky jejich možnému využití v protinádorové terapii. Bylo prokázáno, že inhibují růst melanomových buněk díky vysoké produkci IL-9. Jiná studie pak ukázala, že přenos Th9 buněk do myší nesoucích melanom B16 nebo karcinom plic také významně snížil růst nádorových buněk. V jiných modelech je protinádorová aktivita Th9 zprostředkována aktivací adaptivních imunitních odpovědí. Konkrétně  přenos Th9 lymfocytů spustil intenzivní infiltraci leukocytů do nádorové tkáně CD4+ T buňkami a CD8+ T buňkami, což vedlo k silné protinádorové reakci.

## Patofyziologie

### Alergie a astma
Studie na mnoha myších modelech prokazují významnou roli Th9 buněk při alergiích a astmatu. Klinická data ukazují, že pacienti s alergickými onemocněními mají vyšší hladiny IL-9, což také nahrává teorii, že tyto buňky mohou přispívat k alergickým onemocněním. Tato potenciální role Th9 buněk u alergií souvisí s funkční kapacitou IL-9 stimulovat produkci IgE protilátek B lymfocyty, akumulovat a aktivovat žírné buňky, zlepšit chemotaxi eozinofilů a stimulovat produkci mucinu v plicních epiteliálních buňkách. Zároveň Th9 buňky exprimují histaminové receptory H4, což také může zvýšit potenciál Th9 buněk podporovat astma a zánět během alergických reakcí.

### Autoimunitní onemocnění
Možný patofyziologický vliv Th9 buněk je zkoumán také u řady autoimunitních onemocnění. V případě roztroušené sklerózy byla pozorována infiltrace Th9 lymfocytů do CNS (centrální nervová soustava), kde vysoká produkce IL-9 vedla k EAE (experimentální autoimunitní encephalomyelitida). Mimo rozrtroušené sklerózy jsou výzkumy zaměřeny také na pacienty s IBD (idiopatické střevní záněty), zejména pak na ulcerózní kolitidu. Potenciální mechanismus kolitidy zprostředkované Th9 buňkami je vysvětlován rolí Th9 a IL-9 při regulaci exprese proteinů těsných spojů nezbytných pro zachování integrity střevní bariéry, kdy IL-9 pravděpodobně dysreguluje expresi těchto proteinů a tím narušuje střevní permeabilitu.